# Maratona aquática no Campeonato Mundial de Esportes Aquáticos de 2024

Os eventos da Maratona Aquática no Campeonato Mundial de Esportes Aquáticos de 2024 ocorreram entre 3 a 8 de fevereiro de 2024, em Doha, no Catar. Ao todo cinco eventos foram disputados, dois masculino, dois feminino e um misto.

## Eventos
Ao todo, cinco eventos com atribuição de medalhas foram disputados.
Todos os horários estão na hora local (UTC+3).
| Data           | Horário | Evento           | Fase  |
| -------------- | ------- | ---------------- | ----- |
| 3 de fevereiro | 10:30   | 10 km feminino   | Final |
| 4 de fevereiro | 10:30   | 10 km masculino  | Final |
| 7 de fevereiro | 10:30   | 5 km feminino    | Final |
| 7 de fevereiro | 13:00   | 5 km masculino   | Final |
| 8 de fevereiro | 10:30   | 6 km por equipes | Final |

## Medalhistas

### Masculino
| Event          | Ouro                        | Ouro      | Prata                         | Prata     | Bronze                       | Bronze    |
| -------------- | --------------------------- | --------- | ----------------------------- | --------- | ---------------------------- | --------- |
| 5 km detalhes  | Logan Fontaine · França     | 51:29.3   | Marc-Antoine Olivier · França | 51:29.6   | Domenico Acerenza · Itália   | 51:30.0   |
| 10 km detalhes | Kristóf Rasovszky · Hungria | 1:48:21.2 | Marc-Antoine Olivier · França | 1:48:23.6 | Hector Pardoe · Grã-Bretanha | 1:48:29.2 |

### Feminino
| Event          | Ouro                                  | Ouro      | Prata                       | Prata     | Bronze                     | Bronze    |
| -------------- | ------------------------------------- | --------- | --------------------------- | --------- | -------------------------- | --------- |
| 5 km detalhes  | Sharon van Rouwendaal · Países Baixos | 57:33.9   | Chelsea Gubecka · Austrália | 57:35.0   | Ana Marcela Cunha · Brasil | 57:36.8   |
| 10 km detalhes | Sharon van Rouwendaal · Países Baixos | 1:57:26.8 | María de Valdés · Espanha   | 1:57:26.9 | Angélica André · Portugal  | 1:57:28.2 |

### Equipe
| Event           | Ouro                                                                      | Ouro      | Prata                                                                                     | Prata     | Bronze                                                                        | Bronze    |
| --------------- | ------------------------------------------------------------------------- | --------- | ----------------------------------------------------------------------------------------- | --------- | ----------------------------------------------------------------------------- | --------- |
| Equipe detalhes | Austrália · Moesha Johnson · Chelsea Gubecka · Nicholas Sloman · Kyle Lee | 1:03:28.0 | Itália · Giulia Gabbrielleschi · Arianna Bridi · Gregorio Paltrinieri · Domenico Acerenza | 1:03:28.2 | Hungria · Bettina Fábián · Mira Szimcsák · Dávid Betlehem · Kristóf Rasovszky | 1:04:06.8 |

## Quadro de medalhas
| Ordem | País          | Ouro | Prata | Bronze |    |
| 1     | Países Baixos | 2    |       |        | 2  |
| 2     | França        | 1    | 2     |        | 3  |
| 3     | Austrália     | 1    | 1     |        | 2  |
| 4     | Hungria       | 1    |       | 1      | 2  |
| 5     | Itália        |      | 1     | 1      | 2  |
| 6     | Espanha       |      | 1     |        | 1  |
| 7     | Brasil        |      |       | 1      | 1  |
|       | Grã-Bretanha  |      |       | 1      | 1  |
|       | Portugal      |      |       | 1      | 1  |
| Total | Total         | 5    | 5     | 5      | 15 |